# Teresa Carniani
Contessa Teresa Carniani, detta Luisa Camilla, nota anche come Teresa Carniani Malvezzi de' Medici (Firenze, 28 marzo 1785 – Bologna, 9 gennaio 1859), è stata una poetessa, scrittrice e traduttrice italiana.

## Biografia
Nata da Cipriano Carniani ed Elisabetta Fabbroni, la madre proveniva dal patriziato toscano, una famiglia benestante anche se non nobile, Teresa ricevette dallo zio materno, Giovanni Fabbroni, insegnante di chimica, fisica ed esperto di storia naturale, le prime nozioni di geometria. La madre, oltre che addestrarla alle "faccende di casa", preferì istruirla in modo convenzionale fornendole qualche conoscenza elementare di inglese, francese, musica e disegno. 

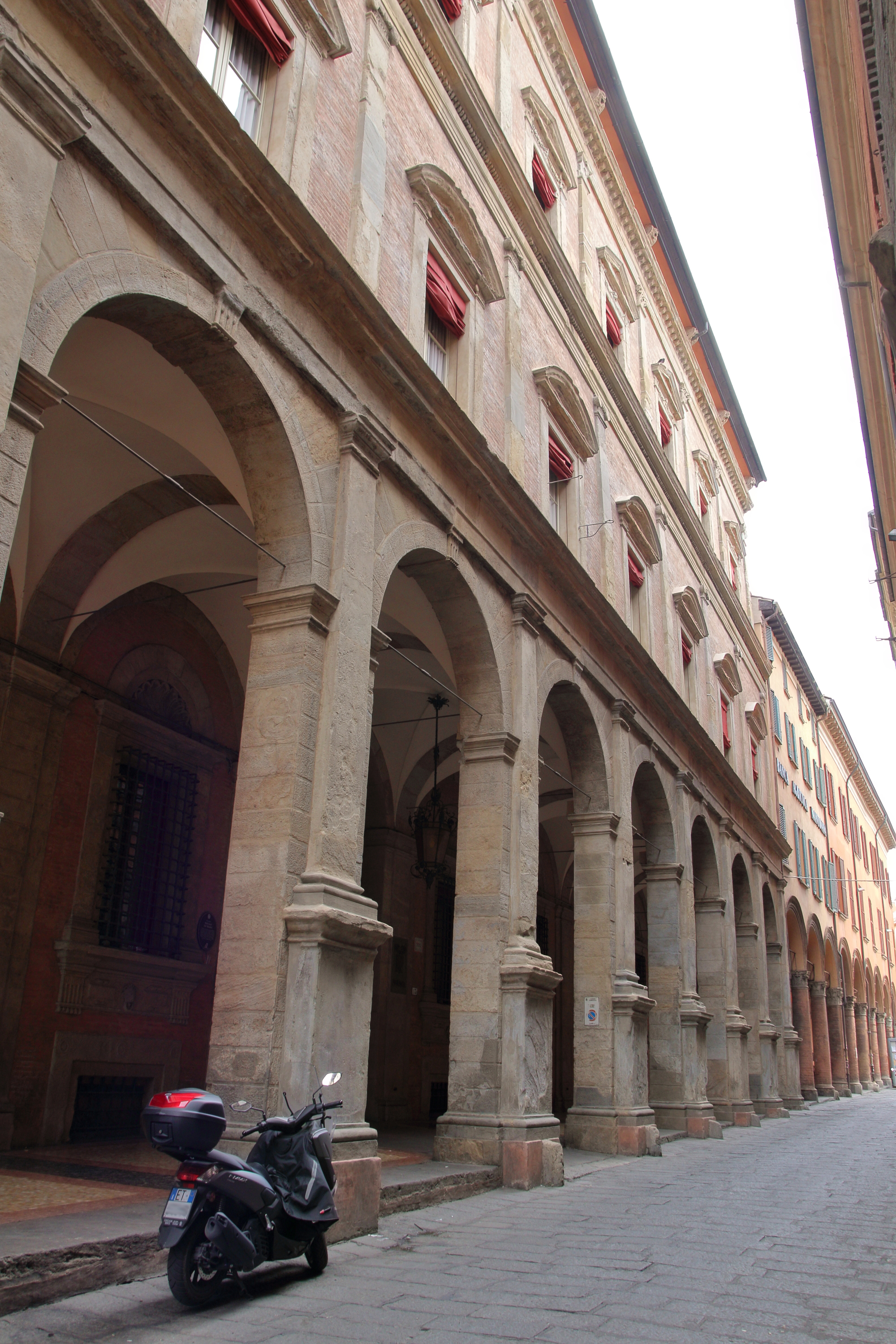
Il palazzo Malvezzi de' Medici di via Zamboni a Bologna, dove Teresa visse dal 1802 alla sua morte

Fin da giovane, Teresa frequentò il salotto della zia Teresa Pelli Fabbroni, ove ebbe modo di conoscere alcuni esponenti della cultura e politica del tempo tra i quali l'Alfieri e di far pratica di conversazione e di relazioni sociali. A sedici anni sposò, con qualche dissenso della famiglia del marito, il conte Francesco Malvezzi de' Medici, conosciuto nel salotto della zia che, nel novembre del 1802, la condusse con sé a Bologna. Nella nuova residenza, al numero 13 dell'odierna via Zamboni, condusse una vita tranquilla e poté frequentare la buona società cittadina. Nel 1819, dopo la morte prematura dei primi tre figli, nacque Giovanni, futuro politico e letterato, che riuscì a sopravvivere e del quale la madre volle curare personalmente l'educazione.

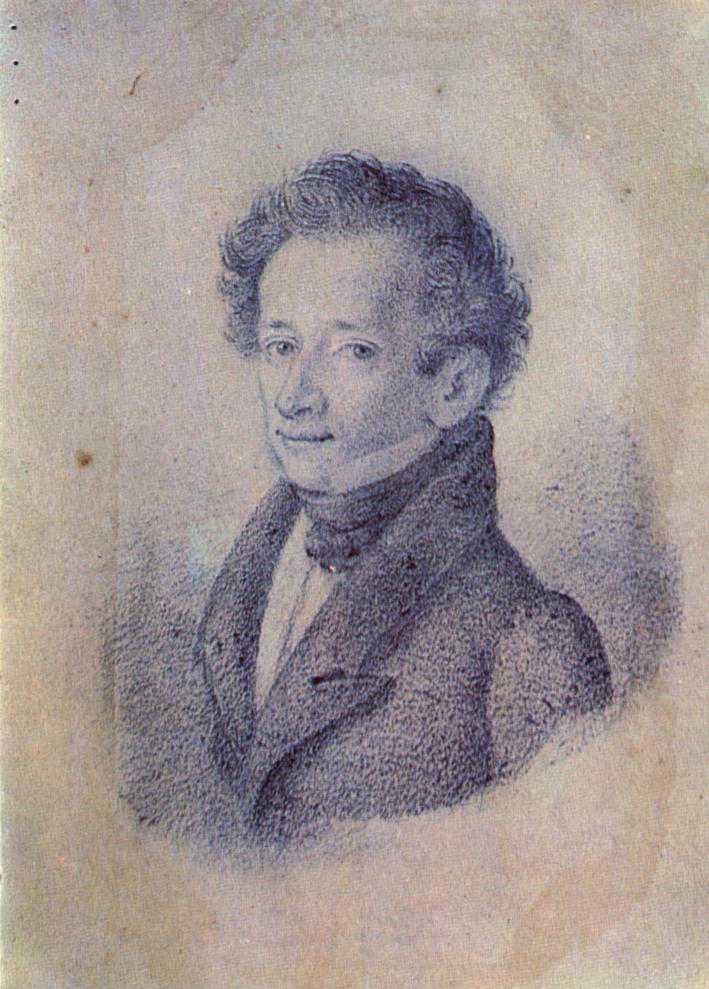
Giacomo Leopardi, ritratto da Luigi Lolli (1826), al tempo della frequentazione di casa Malvezzi

La vita agiata le consentì di proseguire gli studi giovanili interrotti dal matrimonio, facilitata anche dalla disponibilità della ricca biblioteca del suocero. Volle anche aprire il suo salotto agli intellettuali ed artisti bolognesi e ad altri personaggi in visita nella città felsinea. La sua formazione culturale si avvalse dell'aiuto dell'abate Giuseppe Biamonti, professore di eloquenza, che la istruì nella filosofia antica e nella letteratura greca, del letterato Paolo Costa, studiò, inoltre, l'inglese con il linguista Mezzofanti, celebre poliglotta e futuro cardinale, e il francese con l'aiuto di un'amica di Madame de Staël.  Lo studio del latino lo affrontò come autodidatta.
Le competenze linguistiche acquisite le consentirono di cimentarsi con traduzioni di autori latini (Cicerone) e inglesi (Pope). La traduzione del trattato ciceroniano De re publica le valse l'elogio di Leopardi. Il poeta recanatese, che frequentò casa Malvezzi, ebbe anche un sentimento amoroso, non corrisposto, per la nobildonna di cui, secondi alcuni critici, rimarrebbe traccia nell'Elvira del canto Consalvo. 
Oltre le traduzioni, poche sono le opere originali della Carniani, si possono citare il poemetto La cacciata del tiranno Gualtieri pubblicato (limitatamente ai primi tre canti) inizialmente a Firenze nel 1828 e poi, integrato, nel 1832 a Bologna, e i versi dedicati all'amico Monti in occasione della sua morte (Bologna, 1829).
Con il nome di Ipsinoe Cidonia fu inserita tra le pastorelle d'Arcadia, ebbe riconoscimenti dall'Accademia tiberina e dall'Accademia latina. Per i suoi meriti, inoltre, nel 1828 fu ammessa nella prestigiosa ed antica Accademia dei Filergiti di Forlì.
Afflitta da disturbi nervosi, nel 1840 interruppe la consuetudine d'intrattenersi nel suo salotto con gli amici letterati. Si spense a Bologna, nella quiete casalinga, a settantatré anni, nei primi giorni del 1859.
Un'epigrafe la ricorda insieme al marito su una lapide del monumento a Prospero Ranuzzi Cospi, nel cimitero monumentale della Certosa di Bologna, Chiostro III, arco 42; sullo stesso monumento si trova una lapide a Augusta Tanari Malvezzi.

## Opere
- La cacciata del tiranno Gualtieri accaduta in Firenze l'anno 1343 poemetto di Teresa Carniani Malvezzi, Firenze, Magheri, 1827. Il testo consultabile in Google libri
- In morte di Vincenzo Monti versi di Teresa Carniani Malvezzi, Bologna, coi tipi del Nobili e Comp., 1829. Il testo consultabile in Google libri

### Traduzioni e volgarizzazioni
- Francesco Petrarca, Alla maestà di Carlo IV imperatore. Esortazione di Francesco Petrarca per la pace d'Italia volgarizzata da Teresa Carniani Malvezzi, Firenze, Magheri, 1827.
- Marco Tullio Cicerone, Frammenti della repubblica di Cicerone volgarizzati da Teresa Carniani Malvezzi, Bologna, Tipografia Marsigli, 1827. Il  testo consultabile in Google libri
- Alexander Pope, Il Messia egloga di Alessandro Pope, Bologna, coi tipi del Nobili e Comp., 1827.
- Marco Tullio Cicerone, Della natura degli dei libri tre di Marco Tullio Cicerone volgarizzati da Teresa Carniani Maluezzi, Bologna, presso Riccardo Masi, 1828. Il testo consultabile in Google libri
- Marco Tullio Cicerone, Della divinazione e del fato. Opere di Marco Tullio Cicerone volgarizzate da Teresa Carniani Maluezzi, Bologna. Tipografia di Emidio Dall'Olmo, 1830.
- Marco Tullio Cicerone, Del supremo dei beni e dei mali libri cinque di Marco Tullio Cicerone. Volgarizzati da Teresa Carniani Malvezzi,  Bologna, Tipi del Sassi alla Volpe, 1835.
- Marco Tullio Cicerone, Lucullo o sia il secondo de' primi due libri accademici di M.T.C. Volgarizzamento di Teresa Carniani Malvezzi, Bologna, Tipografia Della Volpe al Sassi, 1836.
- Alexander Pope, Il riccio rapito di Alessandro Pope. Tradotto dalla contessa M. Teresa Malvezzi Carniani da Firenze, Messina, M. Nobolo, 1836.